# Рубен Моран
Рубен Моран (на испански: Rubén Morán) е уругвайски футболист, нападател.

## Кариера
Почти цялата си кариера Рубен Моран, прекарва в Серо. През 1960 г., когато Моран приключва кариерата си, клубът успява да заеме второ място в уругвайското първенство, като дотогава неизменно на първите 2 места са Пенярол и Насионал Монтевидео. През 1954 г. играе за Дефенсор Спортинг.
Моран попада в уругвайския национален отбор малко преди световната купа през 1950 г. Той е млад играч и до решителния мач срещу Бразилия, е резерва. Треньорът Хуан Фонтана обаче трябва да замени Видал, който е контузен. Това е рискован ход, тъй като Моран още няма навършени 20 години.

## Отличия

### Международни
Уругвай
- Световно първенство по футбол: 1950